# Stojan Žugić
Stojan Žugić, črnogorski general, * 15. november 1912, Novakovići, † 1981.

## Življenjepis
Leta 1941 je vstopil v NOVJ in KPJ. Med vojno je bil poveljnik več enot in na različnih partijsko-političnih položajih.
Po vojni je bil načelnik štaba Poveljstva obmejnih enot, načelnik štaba korpusa, načelnik operativnega oddelka armade,...